# Baldur Preiml
Baldur Preiml, né le 8 juillet 1939 à Greifenburg (Reichsgau Kärnten, Troisième Reich) et mort le 27 janvier 2025 à Spittal an der Drau (Carinthie) est un sauteur à ski autrichien dans les années 1960.

## Palmarès

### Jeux olympiques
| Épreuve / Édition | Innsbruck 1964 | Grenoble 1968 |
| Petit Tremplin    | 13e            | Bronze        |
| Grand Tremplin    | 18e            | 48e           |